# Stazione di Kotesashi
La stazione di Kotesashi (小手指駅?, Kotesashi-eki) è una stazione ferroviaria della città di Tokorozawa, città della prefettura di Saitama in Giappone. La stazione è servita dalla linea Seibu Ikebukuro delle Ferrovie Seibu e si trova a 29,4 km di distanza dal capolinea a Ikebukuro.

## Storia
La stazione venne aperta il 20 novembre 1970.
A partire dal 2012 sono stati introdotti i numeri di stazione sulla linea. La stazione di Kotesashi possiede il codice "SI10".

## Linee
Ferrovie Seibu
● Linea Seibu Ikebukuro

## Struttura
La stazione possiede due marciapiedi laterali con due binari centrali, parzialmente in tunnel.
| 1-2 | ● Linea Seibu Ikebukuro | per Nerima e: - Shin-Kiba via Linea Yūrakuchō - Ikebukuro e Shibuya via Linea Fukutoshin (prosecuzione per Yokohama via linea Tōkyū Tōyoko) |
| 3-4 | ● Linea Seibu Ikebukuro | per Tokorozawa, Hannō e Seibu Chichibu |

## Stazioni adiacenti
| «                             | Servizio               | »                     |
| Linea Seibu Ikebukuro         | Linea Seibu Ikebukuro  | Linea Seibu Ikebukuro |
| ----------------------------- | ---------------------- | --------------------- |
| Nishi-Tokorozawa              | Locale                 | Sayamagaoka           |
| Nishi-Tokorozawa              | Semiespresso           | Sayamagaoka           |
| Nishi-Tokorozawa              | Semiespresso pendolari | Sayamagaoka           |
| Nishi-Tokorozawa              | Rapido                 | Sayamagaoka           |
| Nishi-Tokorozawa              | Espresso pendolari     | Sayamagaoka           |
| Nishi-Tokorozawa              | Espresso               | Sayamagaoka           |
| Tokorozawa                    | Espresso Rapido        | Irumashi              |
| L'Espresso Limitato non ferma |                        |                       |